# 朴俊錦
朴俊錦（1962年7月29日—），韓國女演員。

## 影視作品

### 電視劇
- 1982年：KBS《順愛》
- 1987年：KBS《思母曲》
- 1991年：MBC《我的心湖》
- 1999年：SBS《愛與靈魂》
- 2003年：KBS《玉琳的成長日記》
- 2006年：SBS《愛情與野望》
- 2006年：KBS《順玉啊》
- 2007年：SBS《起飛》
- 2009年：SBS《綠色馬車》
- 2009年：SBS《你笑了》飾演 漢世母
- 2010年：SBS《秘密花園》飾演 文芬紅（朱元母）
- 2010年：SBS《三姊妹》飾演 智英母
- 2011年：KBS《烏鵲橋兄弟》飾演 南于靜
- 2011年：SBS《你睡著的時候》飾演 張女士
- 2012年：SBS《微笑，媽媽》飾演 玫瑰母
- 2012年：SBS《屋塔房王世子》飾演 龍京實
- 2012年：MBC《Stand By》飾演 朴俊琴
- 2012年：SBS《電視劇帝王》飾演 賢珉母
- 2013年：MBC《百年遺產》飾演 陶度熙
- 2013年：SBS《結婚的女神》飾演 世京母
- 2013年：SBS《欲戴王冠，必承其重－繼承者們》飾演 鄭智淑
- 2014年：tvN《急診男女》飾演 尹成淑
- 2014年：KBS《布穀鳥巢》飾演 裴秋瓷
- 2015年：SBS《離婚律師戀愛中》飾演 馬東美
- 2015年：SBS《假面》飾演 具雪姬
- 2015年：SBS Plus《為你點餐》飾演 國代母
- 2015年：tvN《泡泡糖》
- 2016年：KBS《太陽的後裔》飾演 治勳母
- 2016年：tvN《記憶》飾演 張美臨
- 2016年：MBC《重新開始》飾演 鄭美蘭
- 2016年：搜狐視頻《評價女王》飾演 周女士
- 2016年：KBS《月桂樹西裝店的紳士們》飾演 韓恩淑
- 2017年：KBS《推理的女王》飾演 朴慶淑
- 2017年：MBC《醫療船》飾演 韓熙淑
- 2017年：SBS《姐姐風采依舊》飾演 泰秀的母親
- 2018年：KBS《一起生活吧》飾演 禹雅美
- 2018年：MBC《我的愛情治癒記》飾演 金美福
- 2019年：KBS《Perfume》飾演 徐伊道/尹民錫的母親
- 2019年：MBC《沒有第二次》飾演 都道熙
- 2020年：TV朝鮮《風雲碑》飾演 李德允
- 2021年：KBS《即使被騙也要做夢》飾演 姜慕蘭
- 2023年：JTBC《車貞淑醫生》飾演 羅愛芯
- 2025年：KBS《拜託老鷹5兄弟！》飾演 孔珠實

### 電影
- 1985年：《我開始的這一天》
- 1985年：《女子挺身隊》
- 1985年：《난이렇게산다우》
- 1987年：《拍七》
- 2009年：《舉起金剛》

## 綜藝節目
- 2011年：SBS《每天每夜》
- 2011年：SBS《키스 앤 크라이》
- 2011年：MBC《黃金漁場》

## 獲獎列表
| 年度   | 頒獎典禮    | 獎項                  | 作品           | 結果 |
| 2018年 | MBC演技大賞 | 連續劇部門 優秀演技獎 | 我的愛情治癒記 | 獲獎 |

## 外部連結
- NAVER （页面存档备份，存于）